# William Hoffman (1807-1884)
Pour les articles homonymes, voir William Hoffman.
William Hoffman (1807-1884) est un officier du XIXe siècle dans l'armée des États-Unis. Diplômé de West Point, il est impliqué dans la guerre de Black Hawk, les guerres séminoles, la guerre américano-mexicaine et la guerre de Sécession. Pendant la guerre de Sécession, il sert comme commissaire général des prisonniers et définit la stratégie pour le traitement et la libération des prisonniers.

## Biographie

### Jeunesse et éducation
William Hoffman, Jr naît à New York. Il est le fils du lieutenant-colonel William Hoffman, Sr., qui a combattu lors de la guerre de 1812. Il est diplômé de l'académie militaire américaine à West Point, New York et est nommé second lieutenant dans le 6th U.S. Infantry le 1er juillet 1829. Il est un camarade de promotion de Robert E. Lee.

### Début de carrière militaire
Le début de la carrière militaire de Hoffman se fait sur la frontière. Entre 1829 et 1836, il est en poste à Jefferson Barracks dans le Missouri ou de fort Leavenworth au Kansas. En 1832, il combat lors de la guerre de Black Hawk. Le 16 novembre 1836, il est promu premier lieutenant, dans le 6th U.S. Infantry. Hoffman part ensuite vers le sud au fort Jesup et le camp Sabine en Louisiane avant de combattre lors de la deuxième guerre séminole de 1837-1842. Le 1er février 1838, il est promu capitaine, dans le 6th U.S. Infantry. En 1842, il sert au sein du service de recrutement avant d'être affecté à fort Smith, en Arkansas. En 1846, il rassemble des volontaires dans l'armée avant de s'engager dans la guerre américano-mexicaine.
Pendant la guerre contre le Mexique, entre 1846 et 1847, Hoffman est engagé dans la marche par Chihuahua, le siège de Vera Cruz, la bataille de Cerro Gordo, une escarmouche à Amazoque, la capture de San Antonio, la bataille de Contreras et de la bataille de Churubusco, où il est blessé. Le 20 août 1847, Hoffman est breveté commandant pour bravoure et conduite méritoire lors des batailles de Contreras et Churubusco. Il participe également à la bataille de Molino del Rey, la bataille de Chapultepec, et l'assaut et la capture de la ville de Mexico. Il est breveté lieutenant colonel le 8 septembre 1847, pour bravoure et conduite méritoire à la bataille de Molino del Rey.
Entre la guerre contre le Mexique et la guerre de Sécession, Hoffman sert en service de recrutement pendant deux ans avant de retourner sur la frontière. Là, il est en garnison à nouveau à fort Leavenworth et est promu commandant dans le 5th U.S. Infantry, le 15 avril 1851. Il retourne à Jefferson Barracks en 1852 et est de nouveau transféré dans le 6th U.S. Infantry la même année. De 1852-1854 il est en garnison à Newport Barracks dans le Kentucky. Il retourne sur la frontière, en 1854, avec son affectation à fort Laramie, dans le territoire du Dakota. Il est impliqué dans l'expédition contre les Sioux de 1855, l'expédition de l'Utah de 1858 et la marche vers la Californie de la même année. Hoffman part en Californie pour un service sur la frontière dans le pays Mojave et Benicia, en Californie. Le 17 octobre 1860, il est promu lieutenant-colonel, dans le 8th U.S. Infantry, et est transféré à San Antonio, au Texas.

### Guerre de Sécession
Hoffman est à San Antonio au début de la guerre de Sécession. Il fait prisonnier de guerre par les confédérés lorsque le brigadier-général David E. Twiggs rend le commandement de l'Union le 18 février 1861. Le 25 avril 1862, il est promu colonel du 3rd U.S. Infantry, alors qu'il est encore prisonnier de guerre, et est libéré lors d'un échange de prisonniers, le 27 août 1862.
Il est réaffecté à Washington, D.C., où, cette année, il devient commissaire général des prisonniers. Le bureau du commissaire général des prisonniers a été organisé le 7 octobre 1861 sous l'autorité du département du quartier-maître général. Il est directement responsable devant le secrétaire à la Guerre, le 17 juin 1862, alors quand Hoffman prend le poste, il a accès au sommet de la structure militaire et politique.
Le 11 novembre 1864, le bureau est scindé en une branche orientale et une occidentale. Hoffman, qui a été responsable de l'ensemble du bureau jusqu'à cette date, est placé à la tête de la branche orientale. Le 1er février 1865, il est restructuré en une seule unité, et Hoffman est de nouveau responsable de l'ensemble.
Plus de 104 000 soldats confédérés désertent l'armée pendant la guerre, un tiers d'entre eux se rendant à l'armée de l'Union. En outre, l'armée capture des milliers de soldats, qui sont détenus comme prisonniers de guerre, les transférant à l'écart des fronts vers des camps mis en place pour les accueillir. Les deux gouvernements négocient un échange de prisonniers, qui fonctionne de 1862 à 1863 avant son arrêt pour diverses raisons.
L'Union n'est pas préparée à gérer le nombre de prisonniers qu'elle fait et se dépêche pour mettre en place des installations. Dans les deux côtés, les camps de prisonniers sont surpeuplés, souffrent de pénuries alimentaires et de l'assainissement, et sont en proie à des maladies infectieuses. En 1862, certains prisonniers de guerre confédérés refusent d'être échangés, disant qu'ils ne retourneront pas dans le Sud.
Hoffman, travaillant avec le président Abraham Lincoln et le secrétaire à la Guerre Edwin Stanton, développe une procédure en vertu de laquelle les prisonniers de guerre et déserteurs confédérés peuvent jurer allégeance à l'Union pour obtenir leur libération. Les demandes de libération de fonctionnaires de l'Union des fonctionnaires, des soldats confédérés, et des membres de la famille du Sud poussent le bureau d'Hoffman à faire un audit et une évaluation. Hoffman croit les déserteurs, parce qu'ils ont déjà renoncé à leur obligation militaire les liant à la Confédération, fournit une occasion de « reconstruire » les soldats rebelles et de saper les efforts de guerre confédérés. Les commandants militaires sur le terrain peuvent faire prêter le serment d'allégeance aux déserteurs s'ils peuvent vérifier leurs histoires et s'être assurés qu'ils ne sont pas des espions. Il estime que les prisonniers de guerre présentent un problème, car ils peuvent retourner dans leurs unités ou d'agir comme des espions. Ils ne peuvent être libérés après l'examen par l'équipe de Hoffman de chaque cas individuellement et la libération est approuvée par le secrétaire à la Guerre Stanton.
Pour encourager la désertion, l'Union commence à offrir des incitations aux soldats confédérés, telles que le transport chez eux. Hoffman réduit les conditions pour la prestation de serment  d'allégeance des confédérés, et le nombre de prisonniers libérés diminue de façon spectaculaire.
Le 7 octobre 1864, Hoffman est breveté brigadier-général pour services fidèles et méritoires au cours de la rébellion, et puis est breveté major général le 13 mars 1865, pour services fidèles, méritoires et éminents en tant que commissaire général des prisonniers au cours de la rébellion. Il occupe le poste de commissaire général jusqu'au 3 novembre 1865.

### Après la guerre et mort
Après la guerre de Sécession, Hoffman prend le commandement de régiments à Saint Louis, au Missouri de 1865-1866 et fort Leavenworth de 1866-1868. Il est en congé du 6 mars 1868 au 26 avril 1869 lorsqu'il devient surintendant du service de recrutement général. Il prend sa retraite de l'armée, le 1er mai 1870 en tant que colonel. Hoffman se retire à Rock Island, Illinois, où il épouse sa seconde femme. Lui et sa femme Mary y fondent une école pour filles. Hoffman décède en 1884 et est enterré dans cimetière de Chippiannock à Rocl Island.